# East Lancs Cityzen
L'East Lancs Cityzen è un modello di autobus a due piani prodotto su telaio Scania N113 dalla East Lancashire Coachbuilders. Con questo modello iniziò la tradizione dei nomi scritti con grafia particolare di questa ditta.

## Storia
Il Cityzen è stato presentato durante il 1995 e venne sviluppato insieme alla Scania. Fu l'ultimo autobus con pianale alto prodotto dalla Scania.
Nel 1999 avevano ormai preso piede gli autobus con pianale basso e questo loro successo fece sì che la East Lancs, sempre insieme alla Scania, progettasse una versione a pianale basso del Cytizen, che si concretizzò nel modello OmniDekka. Il grande parabrezza della cabina ha ispirato quello delle versioni Myllennium.